# Réquista
Réquista – miejscowość i gmina we Francji, w regionie Oksytania, w departamencie Aveyron. Przez gminę przepływa rzeka Tarn. 